# Sandra Kim
Sandra Kim, artistnamn för Sandra Caldarone, född 15 oktober 1972 i Montegnée i Saint-Nicolas i provinsen Liège, är en belgisk sångerska med italienskt påbrå (båda föräldrarna kommer från Italien). Hon vann 1986 Eurovision Song Contest för Belgien med låten "J'aime la vie". Under tävlingen påstods det att hon var 15 år, men i verkligheten var hon 13 år.

## Biografi

### Bakgrund, 1980-talet
Sandra började sjunga när hon var sju år. Hon började tidigt ta lektioner i sång, modern dans, jazz, engelska, nederländska, franska och drama.
1985 kom hon på fjärde plats i talangtävlingen Ambrogino D'oro Festival i Milano, Italien.
Året därpå vann hon Eurovision Song Contest i Norge med låten J'aime la vie. Sandra var då endast 13 år och den dittills yngsta vinnaren. 350 000 singlar såldes i hemlandet Belgien och 1 400 000 internationellt. Debutskivan gav Sandra ett dubbelt platinaalbum.
Samma år deltog hon i World Popular Song Festival i Tokyo där hon hamnade på andra plats och hon medverkade i TV-filmen Les Fripiats av den belgiske regissören Cherqui Karroubi. Hon sjöng även in titellåten till Il était une fois la vie, på svenska En cell-sam historia, en tecknad TV-serie som förklarar för barn om hur kroppen fungerar. Låten skrevs av Michel Legrand, en känd fransk författare och kompositör.

### 1990-talet
År 1990, när Belgiens dåvarande kung Baudouin fyllde 60 år och samtidigt firade 40 år på tronen, framförde hon sången J'aime mon pays (Jag älskar mitt land). Hon spelade även in låten Bel me, schrijf me som duett med Luc Steeno. Den låg på första plats i åtta veckor på belgiska Top 50-listan.
Åren 1990 till 1992 var hon programledare för Dix qu'on aime på RTL-TVI, en belgisk franskspråkig privat TV-kanal. Därefter var hon medlem i juryn i programmet Pour la gloire på RTBF, en belgisk franskspråkig allmän TV-kanal, mellan 1996 och 1997.
1997 spelade Sandra in duetten Door veel van mij te houden med Frank Galan. Den låg på första plats i fyra veckor på belgiska Top 50-listan och blev en guldskiva. Hon släppte även CD:n Onvergetelijk. Skivan innehåller duetter med Frank Galan. Mijn lieveling släpptes som singel, följd av solosingeln Hou van mij.
Sandra släppte tre singlar 1998: Casser le blues, Jij hoort bij mij och Heel diep in mijn hart. Alla kom från hennes nya CD Heel diep in mijn hart. Heel diep in mijn hart är den nederländska versionen av Céline Dions My Heart Will Go On. Hon satte dessutom upp showen Het witte paard i Blankenberge.
1999 medverkade Sandra i en franskspråkig uppsättning av musikalen Les Misérables i Antwerpen.

### 2000-talet
Singeln Vivere uguale släpptes i juni 2001 och singeln J'ai pas fini de t'aimer släpptes i september samma år. Hon gjorde även en turné med Musicals from the heart.

## Diskografi

### Album
- 1986 - J'aime la vie
- 1988 - Bien dans ma peau
- 1988 - I piu grandi successi di Sandra Kim (Italiensk version) (Samlingsalbum)
- 1988 - The best of Sandra Kim (Fransk version) (Samlingsalbum)
- 1991 - Balance tout (Fransk version)
- 1991 - Met open ogen (Holländsk version)
- 1993 - Les Sixties (Fransk version)
- 1993 - Sixties (Holländsk version)
- 1994 - Best of Sandra Kim - Ses plus grands succès (Fransk version) (Samlingsalbum)
- 1994 - Best of Sandra Kim - Haar grootste successen (Holländsk version) (Samlingsalbum)
- 1997 - Onvergetelijk (med Frank Galan)
- 1997 - Het beste van Sandra Kim (Samlingsalbum)
- 1998 - Heel diep in mijn hart
- 2002 - J'aime la vie

### Singlar
- 1985 - Ami-ami / Aspetta mi
- 1986 - J'aime la vie / Ne m'oublie pas
- 1986 - Tokyo boy / Envie de tout donner
- 1987 - Hymne à la vie
- 1987 - Sorry / Sûre de moi
- 1987 - Laurence / Magic
- 1987 - Souviens-toi / Jimmy
- 1988 - J'aime mon pays / J'ai tout balancé
- 1988 - Berlin / Trains de nuit
- 1989 - Coup de coeur / Reste avec moi
- 1989 - Malagueña
- 1990 - Bel me, schrijf me / Ik hou van mjin land
- 1990 - Slow-moi, rock-moi / J'aime mon pays
- 1991 - Dans, dans, dans
- 1991 - Look infernal
- 1991 - Hou me vast / Me laisse pas
- 1991 - Nee laat mij nooit alleen / Je n'ai pas fini de t'aimer
- 1992 - Jij beheerst mij totaal
- 1992 - Je t'ai dans la peau
- 1992 - Kom terug bij mij / Reprends ta place
- 1992 - Ik wil alleen maar dromen / Je veux ma part de rêve
- 1993 - Wat doe jij vanavond? / Qu'est-ce que tu fais ce soir?
- 1993 - Dit is vast weer zo'n dag / Il faut s'aimer plus fort
- 1993 - Wil je eeuwig van me houden / Je t'ai tout donné
- 1997 - Door veel van mij te houden / Al camino de la vida (med Frank Galan)
- 1997 - Al camino de la vida / Un tango argentino (med Frank Galan)
- 1997 - Mijn lieveling / Mi corazon (med Frank Galan)
- 1997 - Aime-moi / Hou van mij
- 1997 - Hou van mij / De liefste
- 1998 - Jij hoort bij mij / Voor jou Barbara
- 1998 - Casser le blues / Je m'envolerai
- 1998 - Un jour, une femme / Een teken van jou
- 1998 - Heel diep in mijn hart / Voor jou Barbara
- 1998 - Helemaal alleen / Ik wil je nooit meer kwijt
- 1999 - Enkel voor één dag / Doe dat nog een keertje met mij (med Frank Galan)
- 2001 - Vivere uguale
- 2001 - J'ai pas fini de t'aimer